# European Federation of Chemical Engineering
Die Europäische Föderation für Chemie-Ingenieurwesen (EFCE) auch bekannt als Fédération Européenne du Génie Chimique bzw. European Federation of Chemical Engineering ist ein Zusammenschluss von Berufsverbänden in Europa, die sich mit der chemischen Verfahrenstechnik befassen.

## Geschichte
Die EFCE wurde am 20. Juni 1953 in Paris gegründet. Zu den Gründungsmitgliedern gehören 18 Gesellschaften aus acht unterschiedlichen europäischen Ländern. Mit Indien wurde im Jahr 1956 das erste nicht europäische Mitglied aufgenommen. Als erstes osteuropäisches Land wurde die ehemalige Tschechoslowakei 1966 Mitglied der Föderation. Seit November 2016 ist die Anzahl der Mitgliedsgesellschaften auf mittlerweile 38 angewachsen. Diese kommen aus 29 Ländern (einige Länder haben mehr als eine Mitgliedsgesellschaft). Zusätzlich schlossen sich bis zu diesem Zeitpunkt 162.000 freie Chemieingenieure der EFCE an.

## Aufbau und Wirken
Insgesamt besteht die EFCE aus 20 Arbeitsgruppen und 5 Fachgruppen. Diese setzen sich aus etwa 1000 industriellen und akademischen Experten aus verschiedenen Themenbereichen zusammen. Dadurch werden die Fortschritte in den jeweiligen Fachgebieten und die internationale Zusammenarbeit erleichtert.
Die Arbeitsgruppen Bildung veröffentlichte zum Beispiel erfolgreich Dokumente zum Bologna-Prozess. Die Arbeitsgruppe zur Charakterisierung von Partikelsystemen (CHoPS) arbeitet eng mit den zuständigen Behörden zusammen und analysiert den Einfluss von Partikeln in Kombination mit den Herausforderungen wie der Abgasskandal.
Das Sekretariat wird gemeinsam von IChemE (UK), DECHEMA e.V. (Deutschland) und Société Française de Génie des Procédés (Frankreich) verwaltet. Der derzeitige Präsident (1. Januar 2018 - ) ist Hermann J. Feise von BASF.
Die Informationen der Föderation werden regelmäßig von der Zeitschrift „Chemical Engineering Research und Design“ veröffentlicht. Die offiziellen Treffen der EFCE finden in der Regel begleitend zu den europäischen Kongressen ECCE und CHISA statt. Außerdem ermöglicht das EFCE-Pass-Programm den Mitgliedern einige Vorteile. Insbesondere bei Konferenzen und Auslandsreisen können diese in Anspruch genommen werden.